# Hemicycliophoridae
Famille
Les Hemicycliophoridae sont une famille de nématodes de l'ordre des Rhabditida. Elle comprend six genres, dont le genre type Hemicycliophora.

## Liste des genres
Selon l'IRMNG (27 avril 2021) :
Noms acceptés
- Aulosphora Siddiqi, 1980
- Caloosia Siddiqi & Goodey, 1963
- Colbranium Andrassy, 1979
- Hemicaloosia Ray & Das, 1978
- Hemicycliophora De Man, 1921
- Loofia Siddiqi, 1980

Synonymes
- Aulophora, synonyme de Aulosphora Siddiqi, 1980
- Procriconema Micoletzky, 1925, synonyme de Hemicycliophora De Man, 1921

## Taxonomie
Cette famille est décrite par l'helminthologiste russe Tatiana Semenovna Skarbilovich en 1959,.
Caloosiidae Siddiqi, 1980 est synonyme de Hemicycliophoridae selon l'IRMNG (27 avril 2021).